# Babići (Prijedor)
Babići (szerbül: Бабићи), falu Bosznia-Hercegovinában, Bosanska krajina területén, Prijedor községben, a Szerb Köztársaságban. 

## Fekvése
Bosznia-Hercegovina északnyugati részén, a Potkozarje területén, Banja Lukától légvonalban 30, közúton 40 km-re északnyugatra, községközpontjától légvonalban 15, közúton 17 km-re keletre, 220 – 700 méteres tengerszint feletti magasságban, a Kozara-hegység nyugati oldalán fekszik. Több településrészből áll, alapvetően Gornje és Donje Babićira oszlik, a beosztott falvak pedig: Aleksići, Balabani, Grujići, Dragonjići, Jakupovići, Kosovi, Lukići, Nišići, Pavlovići, Panići, Timarci, Forići és Čoprke. Legfontosabb vizei a Zamoštanica-folyó, valamint a Vrijeska és Radića patakok.

## Népessége
| Nemzetiségi csoport | Népesség 1991 | Népesség 2013 |
| ------------------- | ------------- | ------------- |
| Szerb               | 470           | 284           |
| Bosnyák             | 875           | 587           |
| Horvát              | 0             | 2             |
| Jugoszláv           | 0             | 0             |
| Egyéb               | 13            | 26            |
| Összesen            | 1358          | 899           |

## Története
A település területén két, részben feltárt őskori erőd található, amelyek a késő bronz- és a kora vaskorhoz tartoznak. Panići faluban egy késő vaskori nekropoliszra, Hanište lelőhelyén pedig egy 3. – 4. századi római villa rustica maradványaira bukkantak. A legenda szerint a falu nevét a 17. és 18. században odaköltözött Babić családról kapta, amely később kihalt vagy elköltözött. A Kos család 1820 és 1840 között vándorolt be.
A település 1878-ig tartozott az Oszmán Birodalomhoz, ekkor a berlini kongresszus határozata alapján az Osztrák-Magyar Monarchia része lett. 1879-ben az első osztrák-magyar népszámlálás során a Prijedori járáshoz és Kozarac községhez tartozó településnek 61 háztartása és 258 ortodox lakosa volt. 1910-ben a Kozaraci járáshoz tartozó településen 59 háztartást és 416 ortodox szerb lakost találtak.
A monarchia szétesésével 1918-ban előbb a Szerb-Horvát-Szlovén Királyság, majd 1929-től a Jugoszláv Királyság része. Jugoszlávia megszállása után a falu a Független Horvát Állam (NDH) része lett. A második világháborúban a településről 55 NOB-harcos halt meg, az usztasák és a németek pedig 56 civilt öltek meg. 1945-től a település a szocialista Jugoszlávia része volt. A boszniai háború idején a település a Boszniai Szerb Köztársaság része volt. A daytoni békeszerződést követő területfelosztásnál a település Prijedor község részeként a Szerb Köztársaság területéhez került.

## Gazdaság és infrastruktúra
Balte falucskában van egy kőbánya és egy kőtermékek elválasztására szolgáló üzem, amelyek a prijedori bányavállalat részét képezik. Babićin 2013-ban kereskedelmi bolt és kézműves vállalkozás működött. Itt halad keresztül az ún. „Banska cesta”, a Prijedor - Banja Luka út, mely az 1930-as években, Svetislav Tisa Milosavljević idején épült, és amelyet 2006-ban újraaszfaltoztak. 1971-ben vezették be az elektromosságot és 1989-ben a telefont. 1975-1977 között három helyi vízmű került megvalósításra, melyek a Zamoštanica folyóból és a Vrijeska és Kadinac patakokból kapják a vizet.

## Oktatás
A Donji Babići általános iskolát 1948-ban nyitották meg, és 2013-ban a lamovitai „Jovan Dučić” általános iskola ötosztályos területi iskolájaként működött.

## Nevezetességei
- 1960-ban Gornji Babićiben emlékművet állítottak annak a 36 vasutasnak, akik a Prijedor-Srnetica-Drvar vasútvonalon dolgoztak, és 1941-ben ezen a helyen lőtték le őket az usztasák. Ugyanezen az emlékművön a második világháború polgári áldozatainak a neve áll. Mellette 2007-ben emlékművet állítottak az elesett VRS-harcosoknak.

- Jakupovići falucskában található egy 1983-ban épült és 2006-ban felújított mecset, valamint egy temető.

- Gradina – kettős őskori erődítmény maradványai, mely két, szomszédos dombtetőn áll. Az egyik Čoprke felett, melyet az északi oldalon mély árok és fal, míg a déli oldalon sánc védett, melyet torony, vagy őrhely erősített. A másik erőd Panići felett állt, ezt a keleti oldalon védte sánc. Korát a késő bronzkorra, vagy a vaskorra teszik.[7]

- Klenovac – őskori nekropolisz maradványai Panići területén, a Gradina lábánál. 1983-ban M. Radivojac tárta fel és ennek során 16 urnát és 3, különböző helyen elásott edénycsoportot talált. A fémtárgyak között bronz ékszerek és fegyverek kerültek elő. A lelőhely korát a késői vaskorra tette.[7]

## Fordítás
- Ez a szócikk részben vagy egészben  a(z)   Бабићи (Приједор) című szerb Wikipédia-szócikk ezen változatának fordításán alapul.  Az eredeti cikk szerkesztőit annak laptörténete sorolja fel. Ez a jelzés csupán a megfogalmazás eredetét és a szerzői jogokat jelzi, nem szolgál a cikkben szereplő információk forrásmegjelöléseként.